# Bohemismus (idea)
Bohemismus je označení myšlenky smírného soužití Čechů a Němců v Čechách na základě zemského patriotismu. Tato idea se objevuje v závěru 18. století, jejím největším proponentem byl Bernard Bolzano. S ideou bohemismu Antonín Veith budoval zámek Slavín v Tupadlech. Idea bohemismu prakticky zanikla po revolučním roce 1848, kdy je smetena vlnou vzedmutého nacionalismu.